# Glamour Garcia
Daniela Garcia Machado (Marília, 16 de setembro de 1988), mais conhecida pelo seu nome artístico Glamour Garcia, é uma atriz brasileira.

## Biografia
Filha do empresário de eventos José Aparecido Machado, e da psiquiatra Valéria Garcia Caputo, possui três irmãos, sendo primeira filha do casal. Glamour Garcia nasceu em Marília, mas foi criada em Sarutaiá, cidades do interior de São Paulo. No início da adolescência, aos treze anos, descobriu ser uma mulher transexual, logo assumindo sua real identidade, o que a fez enfrentar a transfobia, a misoginia e o preconceito social. 
Em 2017, durante uma entrevista ao programa Liberdade de Gênero, exibido no GNT, revelou que sofreu muito machismo e humilhações, por ter sido criada em uma cidade pequena e conservadora, e que só vestia-se como mulher a noite quando saía escondida para algum evento. Começou a se depilar escondida, com apenas dez anos, e aos vinte, já trabalhando em peças de teatro, pôde colocar silicone e iniciou o processo de terapia hormonal, o que lhe garantiu uma silhueta mais delicada e traços mais finos no rosto. Em 2009, retificou todos os seus documentos para o gênero feminino.
Saiu de casa aos dezoito anos para morar sozinha em Londrina, onde estudou artes cênicas na Universidade Estadual de Londrina, mas desistiu do curso e mudou-se para São Paulo, onde formou-se como atriz em um curso profissionalizante. Nessa época chegou a começar a estudar artes do corpo, na Pontifícia Universidade Católica de São Paulo, mas também não concluiu o curso. Durante sua passagem pelo ensino superior foi figura atuante ao militar em manifestações em prol do feminismo e dos direitos da população LGBTQIA+. B
Em 2023, após adiar por dois anos, realizou sua cirurgia de redesignação sexual.

## Vida pessoal
Discreta quanto a sua vida pessoal, é eventualmente vista pela mídia acompanhada com homens anônimos e famosos, mas não assumiu nenhum relacionamento sério. Em entrevistas revelou que antes de ser famosa, escondia ser uma mulher trans dos homens que relacionava-se casualmente, por achar que tem o direito a discrição e privacidade de sua condição de gênero. Revelou também que deseja adotar vários filhos. Garcia iniciou um romance com Gustavo Dagnese em 2018, e após três meses de namoro foram morar juntos. Em janeiro de 2020 veio a público, em suas redes sociais, muito machucada e com diversos hematomas, para informar que estava separando-se, pois era constantemente agredida por conta de ciúmes, desde o início de seu relacionamento. A atriz inclusive precisou passar por uma cirurgia plástica e reparadora, pois seu ex-marido arrancou parte do seu dedo ao fechar a porta propositalmente em sua mão.

## Carreira
Em 2012, protagonizou o documentário Além das Sete Cores, escrito e dirigido por Camila Biau. Já atuou na peça Salomé e filmes como O Amor Que Não Ousa Dizer Seu Nome, Nome Provisório e Horácio. Em 2018, recebeu o prêmio de Melhor Atriz no 2º Festival de Cinema de Paranoá, por seu papel no curta Nome Provisório, dirigido por Bruno Arrivabene e Victor Allencar. Fez sua estreia na televisão em 2018, interpretando Babete na série Rua Augusta, exibida na TNT. Em 2019, viveu a transexual Britney na novela das nove A Dona do Pedaço, no qual lhe rendeu o troféu de Atriz Revelação no Melhores do Ano de 2019, sendo ela a primeira trans a vencer a premiação.

## Filmografia

### Televisão
| Ano  | Título           | Papel           |
| ---- | ---------------- | --------------- |
| 2018 | Rua Augusta      | Babete          |
| 2019 | A Dona do Pedaço | Britney Macondo |

### Cinema
| Ano  | Título                             | Papel   | Notas          |
| ---- | ---------------------------------- | ------- | -------------- |
| 2012 | Além das Sete Cores                |         |                |
| 2013 | O Amor Que Não Ousa Dizer Seu Nome | Michela |                |
| 2017 | Nome Provisório                    |         | Curta-metragem |
| 2019 | Horácio                            | Roberta |                |

## Teatro
| Ano | Título |
| --- | ------ |
| –   | Salomé |

## Prêmios e indicações
| Ano  | Prêmio                        | Categoria                   | Indicação        | Resultado |
| ---- | ----------------------------- | --------------------------- | ---------------- | --------- |
| 2018 | Festival de Cinema de Paranoá | Melhor Atriz                | Nome Provisório  | Venceu    |
| 2019 | Melhores do Ano               | Atriz Revelação             | A Dona do Pedaço | Venceu    |
| 2019 | Prêmio F5                     | Melhor Atriz/Ator Revelação | A Dona do Pedaço | Venceu    |
| 2019 | Prêmio Contigo! Online        | Revelação da TV             | A Dona do Pedaço | Indicada  |
| 2019 | Prêmio Arcanjo de Cultura     | Streaming TV                | A Dona do Pedaço | Venceu    |